# Mantegno

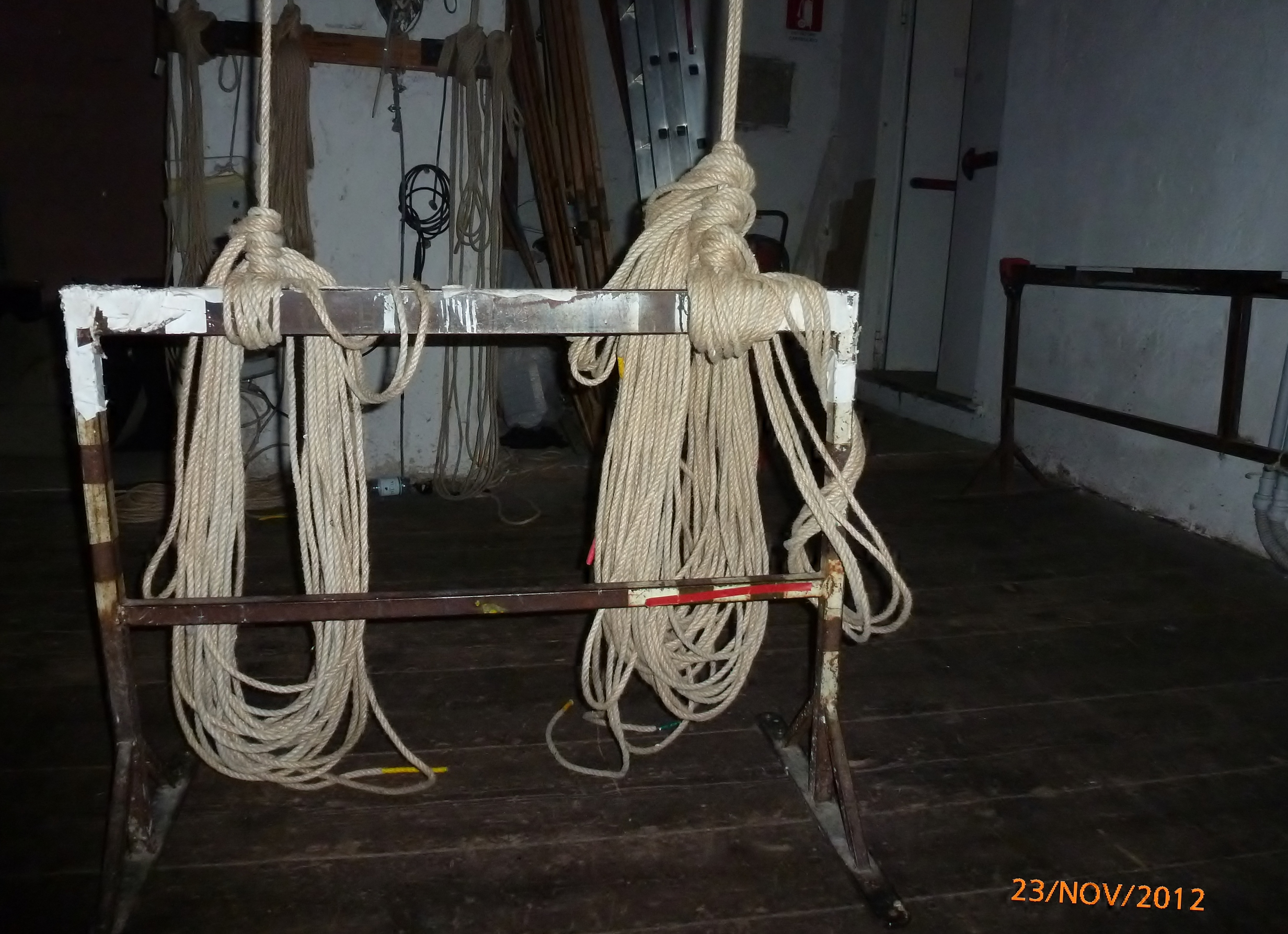
Mantegno mobile in metallo

Il mantegno è una struttura in ferro o in legno, utilizzata nei teatri o, più generalmente, nei locali ad uso spettacolo. 

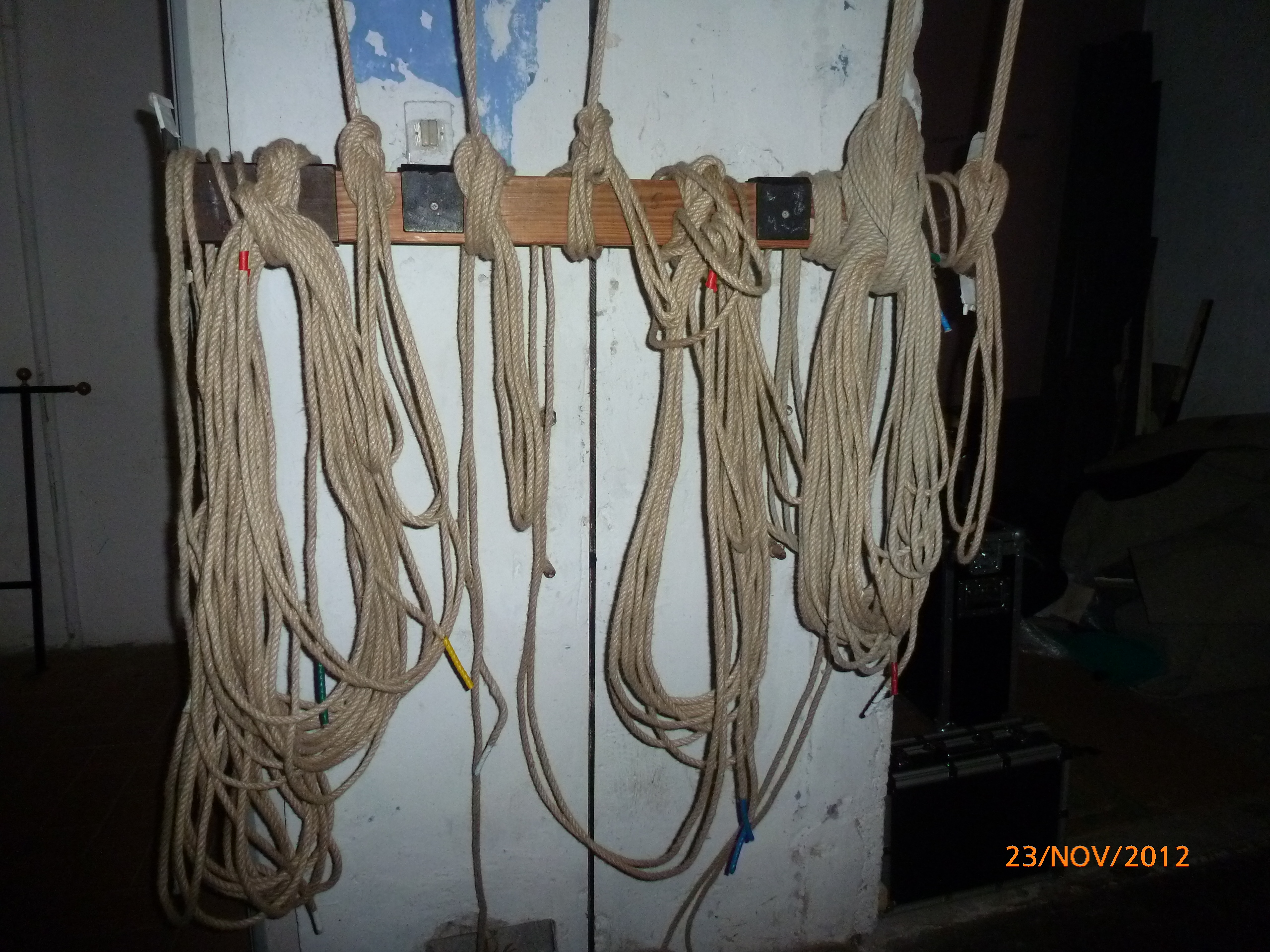
Mantegno in legno

## Descrizione
La struttura del mantegno è ancorata all'interno dei muri perimetrali del palcoscenico. Serve per annodare le corde provenienti dalla graticcia, che sostengono gli elementi scenici sospesi. 
Esiste anche la variante mobile del mantegno, simile ad un cavalletto in ferro, che viene avvitato al palcoscenico nella posizione più comoda per annodare le corde. La variante mobile, data la minore stabilità, è decisamente meno sicura della fissa, ad essa vengono di rado assicurati pesi elevati. 
Il nodo con cui si assicura il fascio di corde al mantegno è di retaggio marinaro. È un nodo mezzo barcaiolo effettuato con la corda doppiata, e bloccato da un mezzo collo effettuato sul dormiente, sempre con la corda doppiata. In questo modo vi è lo strozzamento della corda su sé stessa tramite un giro attorno alla parte lignea del mantegno. 
In un fascio di corde assicurate al mantegno, si distinguono generalmente cinque classi di corde:
- corta
- mezzacorta
- mediana o di mezzo
- mezza lunga
- lunga

La denominazione tiene conto della loro distanza dal punto di manovra: la corda più vicina al mantegno è la corta; quella  più lontana è la lunga.
Per sostenere pesi leggeri sono sufficienti tre corde: la corta, la mediana e la lunga.